# Jan Guillaume Dierckx
Jan Guillaume Dierckx
Turnhout 18/08/1828 – Turnhout 26/04/1866
was een Belgische drukker en uitgever uit het midden van de negentiende eeuw. Vanaf 1858 tot zijn overlijden leidde hij de firma Brepols.
Jan (Joannes) Guillaume (Wilhelmus) Dierckx was de zoon van Antoinette Brepols en Joannes Josephus Dierckx en kleinzoon van P.J. Brepols.
J.G. Dierckx werd vanaf het overlijden van zijn grootvader in 1845 opgeleid in de handel en fabricatie van de firma Brepols & Dierckx Zoon. Bij het overlijden van zijn moeder in 1858 nam hij de bedrijfsleiding over.
Hij huwde op 27/12/1860 met Josephina Frederica Dessauer, dochter van een papierfabrikant uit Aschaffenburg (Beieren). Zij kregen één zoon, Guillaume L. Dierckx die in 1885 overleed.
BAETENS, R., BREPOLS, drukkers en uitgevers 1796-1996, Turnhout, 1996.